# 迪诺·乌尔巴尼
迪诺·乌尔巴尼（義大利語：Dino Urbani，1882年3月8日—1958年5月9日），出生于里窝那，意大利前男子击剑运动员。他曾获得1920年夏季奥运会男子重剑团体和男子佩剑团体金牌。